# Hüttenberg, Sankt Veit an der Glan

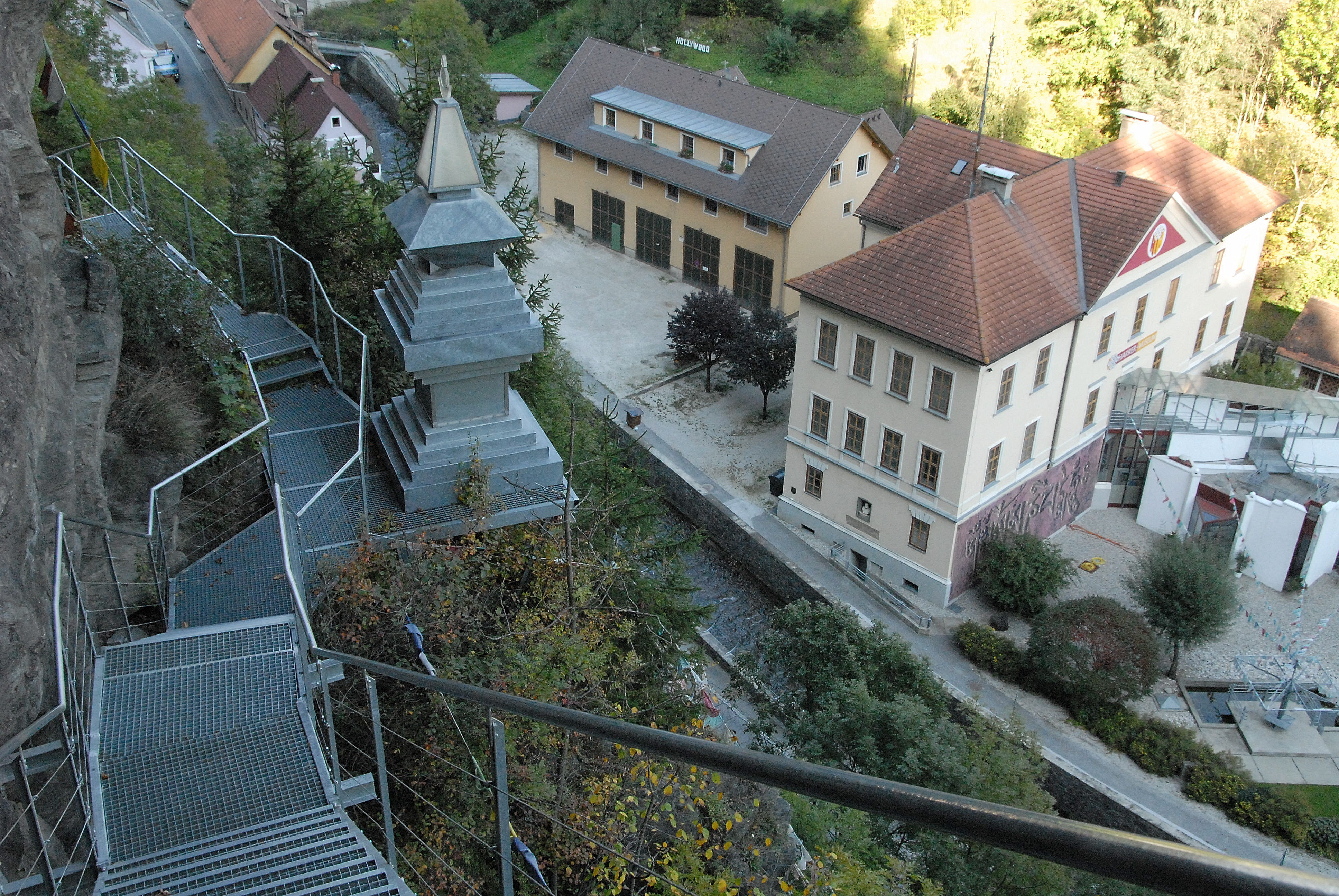
Bảo tàng Harrer

Hüttenberg (tiếng Slovene: Železni Hrib) là một đô thị thuộc huyện Sankt Veit an der Glan trong bang Kärnten trong nước Áo. Đô thị Hüttenberg, Sankt Veit an der Glan có diện tích 134,32 km², dân số thời điểm năm 2005 là 1699 người. Heinrich Harrer sinh ra ở đây.